# L. Wolfe Gilbert
L. Wolfe Gilbert eg. Louis Wolfe Gilbert född 31 augusti 1886 i Odessa Ryssland död 13 juli 1970, amerikansk sångtextförfattare och författare. 
Gilbert kom till USA 1887, efter studierna arbetade han en period som restaurang och cafémusiker. Han flyttade till Hollywood 1929 och fick där arbete som författare för olika filmbolag.

## Filmmusik
- 1954 - A Star Is Born
- 1938 - The Cowboy and the Lady